# Boris Vladimirovič Morukov
Boris Vladimirovič Morukov (Mosca, 1º ottobre 1950 – Mosca, 1º gennaio 2015) è stato un medico e cosmonauta russo.
Nel 2000 ha preso parte alla missione STS-106 a bordo dello Space Shuttle Atlantis.